# Stuart McDonald (homme politique écossais)
Pour les articles homonymes, voir Stuart McDonald et McDonald.
Ne doit pas être confondu avec son collègue député, également du SNP, Stewart McDonald
Stuart Campbell McDonald, né le 2 mai 1978 à Glasgow, est un homme politique britannique, membre du Parti national écossais.

## Biographie
Stuart McDonald a grandi à Milton of Campsie, près de Glasgow. Il rejoint le Parti national écossais alors qu'il n'a que 16 ans. Après huit années passées comme solliciteur, il travaille pour des élus au Parlement écossais puis pour la campagne en faveur de l'indépendance de l'Écosse,. Après le référendum, il devient employé d'une association anti-raciste de Glasgow.
Lors des élections de 2015, qui voient une victoire historique du SNP, il bat le député travailliste Gregg McClymont (en) dans la circonscription de Cumbernauld, Kilsyth and Kirkintilloch East, avec environ 60 % des suffrages et 14 752 bulletins d'avance,. Il est réélu en 2017 avec 43,6 % des voix contre 33,9 % pour sa concurrente travailliste. Il est battu en 2024.
Stuart McDonald est ouvertement homosexuel.